# Ceri Hughes
Ceri Hughes (født 26. februar 1971 i Pontypridd, Wales) er en walisisk tidligere fodboldspiller (midtbane).
På klubplan tilbragte Hughes størstedelen af sin karriere i England, hvor han blandt andet spillede otte sæsoner hos Luton og tre hos Wimbledon.
Hughes spillede desuden otte kampe for Wales' landshold, som han debuterede for 30. september 1992 i en venskabskamp mod Holland.